# Johanne Spindler
Johanne Marie Christine Spindler, född Nechliger 1781, död 1861, dansk skådespelare och ballerina, verksam 1790-1829.  
Dotter till instrumentmakaren Andreas Nechliger och Elisabeth Margarethe Hansdatter. Debuterade i baletten på Det Kongelige Teater i Köpenhamn 1790, sedan som barnskådespelare och från 1799 som premiäraktris. Hon var verksam som dansare till 1806 och som skådespelare till 1829. Hon spelade flicka, subrett och hjältinna. 1806 skilde hon sig och tvingades betala barnunderhåll till maken, något ovanligt för en kvinna på denna tid, och 1807 begärde hon avsked, vilket ansågs som en stor förlust för teatern. 1811–29 återvände hon av eget intresse sedan hon blivit omgift med en rik man, och väckte uppseende med att spela fina damer iförd riktiga juveler, och med sin generositet mot kolleger i ekonomisk svårighet; hennes senare karriär blev dock aldrig lika uppmärksammad som de första åren.       
Gift 1800 förvaltare Johannes Melchior Lange och 1811 med köpmannen Simon Martin Spindler.     